# Мікко Кунінгас
Мікко Кунінгас (фін. Mikko Kuningas, нар. 30 липня 1997, Луумякі, Фінляндія) — фінський футболіст, півзахисник клубу ЮСЛ «Орандж Каунті».

## Ігрова кар'єра

### Клубна
Мікко Кунінгас починав грати у футбол на аматорському рівні. Свій перший професійний контракт він підписав у 2014 році з клубом Вейккаусліга «Лахті». Першу гру в команді Мікко провів у липні 2015 року. Вийшов на заміну і відзначився переможним голом наприкінці матчу.
У 2015 році Мікко Кунінгас відвідав з візитом Бразилію, де проходив оглядини у клубі «Флуміненсе». Бразильський клуб мав намір орендувати гравця, але трансфер так і не відбувся через оформлення документів. Футболіст повернувся до Фінляндії, де у 2018 році перейшов до клубу «Інтер» (Турку). В першому ж сезоні Мікко виграв з клубом національний кубок. У фіналі він вийшов на заміну і став автором єдиного переможного голу.
Провівши ще один сезон 2020 року у «Лахті», у грудні 2020 року Кунінгас перейшов до клубу ЮСЛ «Орандж Каунті».

### Збірна
Мікко Кунінгас виступав за юнацькі збірні Фінляндії 18 - ти та 19 - ти років.

## Титули
Лахті
 Переможець Кубка ліги: 2016
Інтер (Турку)
 Переможець Кубка Фінляндії: 2017/18
 Віце-чемпіон Фінляндії: 2019